# 로우포벵

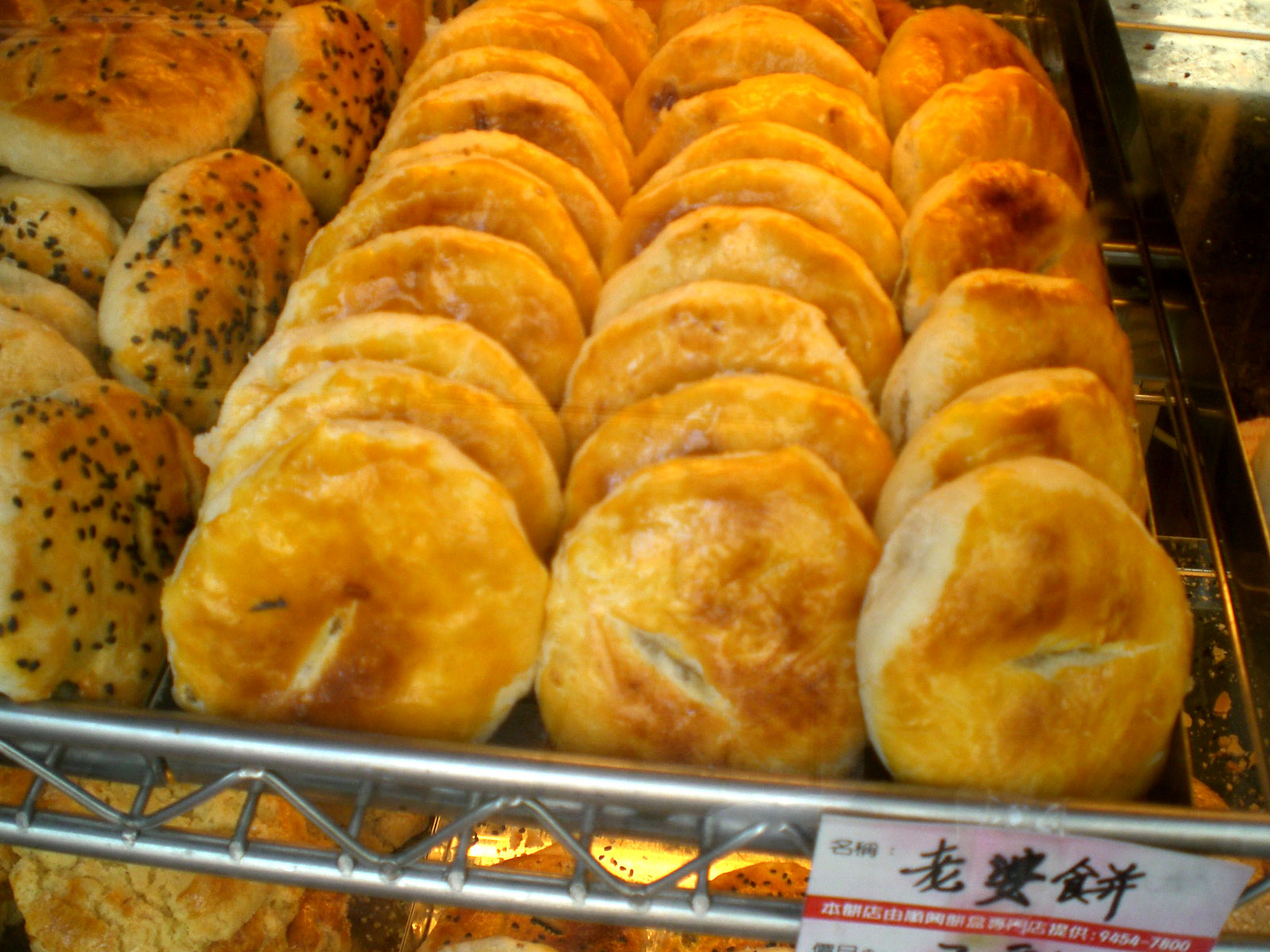
로우포벵

로우포벵(광둥어: 老婆餅), 라오포빙 (표준 중국어: 老婆饼)은 바삭하고 얇은 겉에 동과, 아몬드, 참깨를 섞어 만든 속을 넣고 오향분을 뿌려 만드는 중국의 전통 빵이다. 중국의 광둥성 지역에서 주로 먹는 빵이며 홍콩에서는 윈롱의 특산품으로 유명하다.
빵 이름인 노파 (老婆)는 한국어에서는 늙은 여자라는 뜻이지만, 중국어에서는 아내, 처라는 뜻도 있다. 이 때문에 영어권에서는 이름의 뜻을 살려 '스위트하트 케이크' (Sweetheart cake), '와이프 케이크' (wife cake), '메리지 파이' (marriage pie) 등으로 부른다.

## 변형
로우포벵의 원조는 중국 광둥성으로, 동과를 설탕에 절여 빵 속에 채워 만든 것이다. 이때 동과를 흰깨와 찹쌀가루와 섞으며, 코코넛 으깬 것이나 말린 것, 아몬드 으깬 것, 바닐라를 넣기도 한다. 겉빵의 경우 일반 빵이 아닌 일종의 페이스트리로, 중식 소피 (中式酥皮)라 하는 중국식 페이스트리를 쓴다. 중식소피는 돼지기름 쇼트닝을 쓰고, 계란물을 발라 굽는 것이 전통이며 여기서 색다른 풍미가 완성된다. 서양 국가로 이민을 간 화교들 사이에서는 돈지쇼트닝 대신에 버터를 쓰는 경우가 있지만 맛이 달라질 수가 있다. 단맛의 경우 서양식 페이스트리에 비해 너무 달지 않은 전형적인 동양식 빵이다.
동남아시아 국가에서도 화교들이 만들어 먹으면서 찾아볼 수 있는데 여기서는 오향분 (五香粉) 같은 향신료를 뿌리기도 한다. 정통 조리법대로라면 오향분은 뿌리지 않는다. 또 동과가 아닌 팔각을 속으로 채우는 라오공빙 (老公饼)도 있다.

## 유래 설화
로우포벵의 기원에 대해서는 여러 이야기가 전해져 내려온다. 하나는 옛날 중국의 작은 마을에서 찢어지게 가난했지만 서로를 사랑하던 부부의 이야기이다. 마을에 알 수 없는 병이 돌고 시아버지가 몸져 앓자, 부부는 시아버지를 낫게 해드리기 위해 돈을 구해야 했다. 이에 아내가 나서 스스로를 노비로 팔았고 남편 곁을 떠났다. 뒤늦게 이 사실을 알게 된 남편은 한에 사무쳤고, 평생 잊을 수 없는 아내를 생각하며 달콤한 동과와 아몬드로 속을 채운 빵을 만들어 거리에서 팔기 시작했다. 남편이 만든 빵이 소문을 타고 장사가 대박나면서 마침내 아내를 되찾아 올 수 있었다는 이야기이다.
위 설화에서 좀 더 추가된 이야기도 전해지는데, 남편이 아내를 되찾을 만큼 충분한 목돈을 마련한 뒤, 아내를 수소문하다 동네 찻집에서 차 한잔을 마시는데, 그 집에서 내놓은 게 로우포벵이었고, 남편은 아내가 찻집에서 일하고 있음을 알고서 재회했다는 결말이다.
또 다른 이야기로는 딤섬 요리사의 아내가 처갓집에서 만들던 빵에서 영감을 얻어 동과 속을 채운 빵을 만들었다는 이야기가 있다. 아내가 만든 빵이 찻집에서 팔던 딤섬보다 더 맛있다는 사실을 알게 된 요리사는 세상 사람들에게 자기 아내가 만든 것이라고 자랑하면서 '아내빵'이라는 이름을 붙였다는 설화이다.

## 같이 보기
- 중국의 빵 목록
- 중국 요리의 후식 목록
- 후식 목록
- 멜론 요리 목록
- 페이스트리 목록
- 가너이방 (嫁女餅)